# Колекио (Асколи Пичено)
Колекио (итал. Collecchio) насеље је у Италији у округу Асколи Пичено, региону Марке.
Према процени из 2011. у насељу је живело 29 становника. Насеље се налази на надморској висини од 231 м.